# Монкалво
Монка̀лво (на италиански: Moncalvo; на пиемонтски: Moncalv, Монкалв) е малко градче и община в Северна Италия, провинция Асти, регион Пиемонт. Разположено е на 305 m надморска височина. Населението на общината е 3275 души (към 2010 г.).